# 좀비 사파리
좀비 사파리(The Rezort)는 벨기에에서 제작된 스티븐 바커 감독의 2015년 공포, 스릴러, SF 영화이다. 더그레이 스콧 등이 주연으로 출연하였다.

## 출연

### 주연
- 더그레이 스콧
- 제시카 드 고
- 마틴 맥캔
- 자사 알루왈리아
- 이렌 리스
- 클레어 구즈

### 조연
- 벤틀리 카루
- 샘 더글러스
- 샤인 자자
- 숀 파워
- 리처드 레잉